# Trimeresurus sabahi
Trimeresurus sabahi är en ormart som beskrevs av Regenass och Kramer 1981. Trimeresurus sabahi ingår i släktet palmhuggormar och familjen huggormar. IUCN kategoriserar arten globalt som livskraftig. Inga underarter finns listade i Catalogue of Life.
Arten förekommer i kulliga områden och i bergstrakter i Malaysias del av Borneo. Kanske hittas den även i Brunei. Utbredningsområdet ligger 220 till 1450 meter över havet. Habitatet utgörs av olika slags skogar.